# Trent University

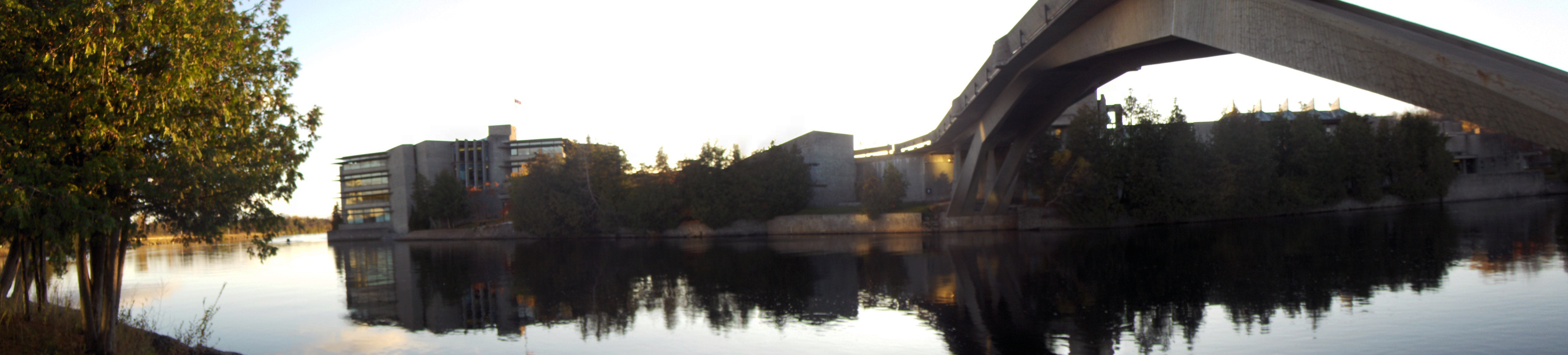
Trent University

Die Trent University ist eine öffentliche Universität in Peterborough, Ontario, Kanada.
Die Hochschule wurde 1963 gegründet und nahm 1964 den Betrieb auf. Die Hochschule am Otonabee River fokussiert mit ihren circa 8500 Studenten auf interaktive Lernmethoden und gehört zu den am meisten ausgezeichneten Hochschulen Kanadas.